# In Bewegung bleiben
In Bewegung bleiben ist ein Dokumentarfilm von Salar Ghazi, der im Juni 2021 im Rahmen der Internationalen Filmfestspiele Berlin seine Premiere feierte.

## Inhalt
Tänzer gehörten in der DDR zu einer privilegierten Minderheit. Sie durften im Rahmen ihrer Arbeit in das nichtsozialistische Ausland reisen, auch in westliche Länder wie Frankreich und die Bundesrepublik Deutschland, aber auch nach Australien und die USA. Einige dieser Tänzer erzählen in dem Dokumentarfilm von ihrem Leben und lassen die Ereignisse Revue passieren. 
So erzählt Klaus Dünnbier, wie er nach einem Gastspiel in Griechenland von Arbeitskollegen gebeten wurde, ihnen Fotos von dort zu zeigen und wie wütend diese über die ihnen deutlich gewordenen Einschränkungen in ihrem Leben wurden. 
Tanzlegende Roland Gawlik wuchs in Westdeutschland auf und ging an die Palucca-Schule in Dresden, wo ihn der Mauerbau überraschte. Im Jahr 1966 kam er gemeinsam mit Hannelore Bey zum neu gegründeten Tanztheater-Ensemble von Tom Schilling in der Komischen Oper Berlin. 
Die Choreographin Birgit Scherzer erklärt, dass die Entscheidung, die DDR zu verlassen eine Lebensentscheidung war. Nach ihrer Tanzausbildung erhielt Scherzer diverse Engagements als Tänzerin und Choreografin am Landestheater Halle und der Komischen Oper Berlin. Von 1991 bis 1999 war sie Choreographin und Leiterin des Balletts des Saarländischen Staatstheaters in Saarbrücken, ab 2000 freischaffende Choreografin und Regisseurin und seit 2001 Professorin an der Hochschule für Schauspielkunst „Ernst Busch“ in Berlin. 
Sie alle erzählen was sie heute tun, wie es damals war, wie sie während ihrer Tourneen den Westen wahrgenommen haben und auch von ihren Fluchtgedanken. Einige Tänzer werden in Archivmaterial gezeigt, so Gerald Binke, der als Tänzer in Scherzers Keith an der Komischen Oper in Berlin, Hauptstadt der DDR, Erfolge feierte. Für Scherzer als junge Choreografin stellte das Tanzstück den Durchbruch dar.

## Produktion

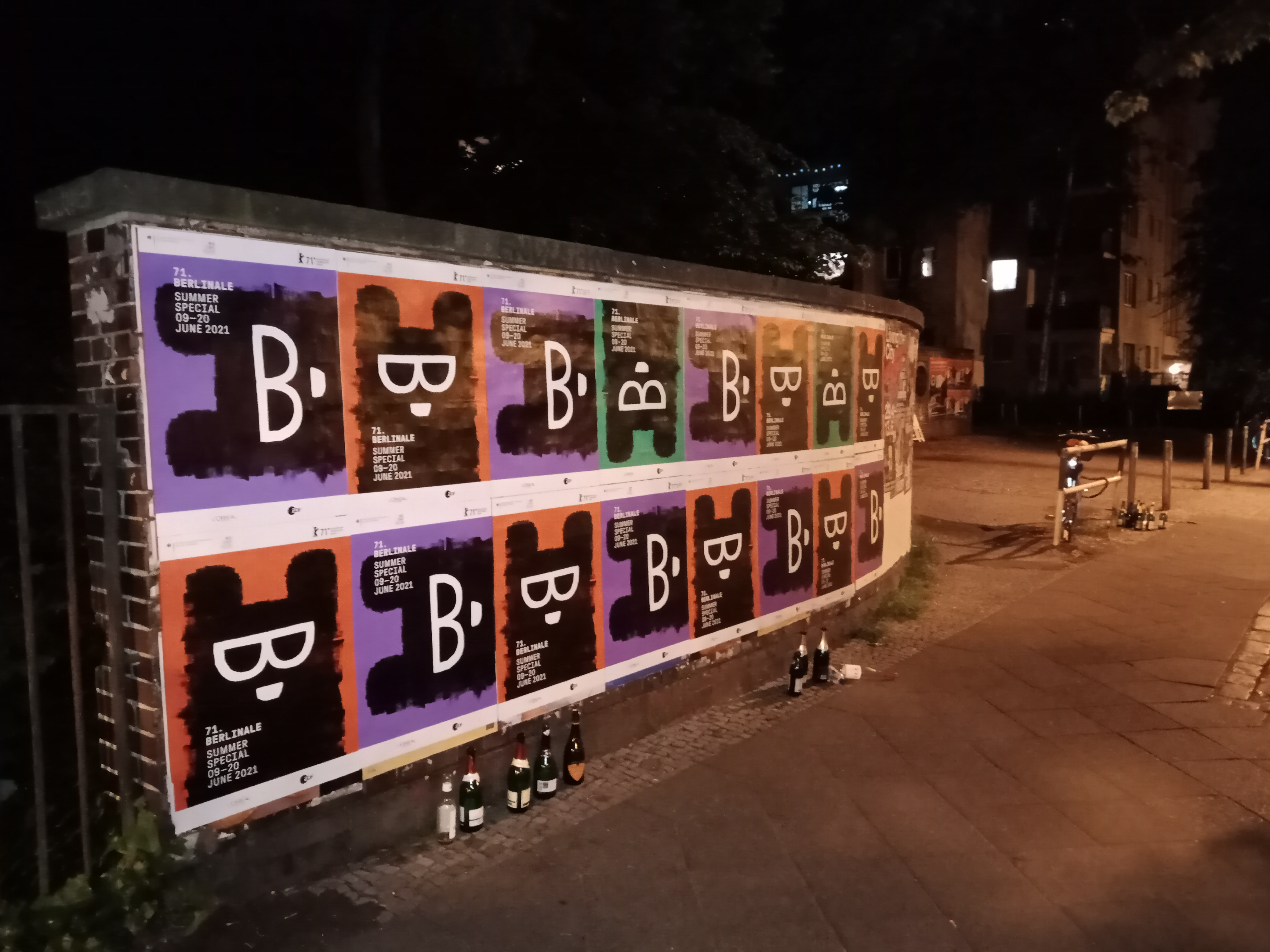
Die Premiere erfolgte am 12. Juni 2021 im Rahmen des Berlinale Summer Special im Freiluftkino im Volkspark Hasenheide

Regie führte Salar Ghazi, welcher mangels Finanzen über einen Zeitraum von 12 Jahren am Film arbeitete. Er wurde 1964 in Hamburg geboren und erlernte nach dem Abitur autodidaktisch den Beruf des Filmeditors, in dem er seit knapp 30 Jahre lang arbeitet. Da er mit einigen Tänzern über die Mauer hinweg befreundet war, besuchte er sie für seinen Dokumentarfilm, hielt ihre Erinnerungen fest und erhielt zudem private VHS-Aufnahmen, die er in den Film einarbeitete. Ghazi fungierte bei seinem Film auch als Kameramann, Tonmann, Filmeditor und Mischtonmeister.
Die Weltpremiere erfolgte am 12. Juni 2021 im Rahmen des Open Air stattfindenden Berlinale Summer Special.

## Auszeichnungen
Internationale Filmfestspiele Berlin 2021
- Nominierung für den Berlinale Dokumentarfilmpreis[6]